# Marathón (album)
Marathón je páté studiové album skupiny Olympic. Na tomto albu je vidět příklon k hardrockovým písničkám, k čemuž dopomohl nový člen skupiny, Milan Broum, který na albu dostal prostor jako sólující baskytarista. Album bylo natočeno v roce 1977 v pražském studiu Mozarteum. Toto album vydal Supraphon v roce 1978.

## Seznam skladeb
Hudba a aranžmá Petr Janda (1,3,5-8) a Petr Hejduk (2,4). Texty Zdeněk Borovec (1,4,6-8), Jiří Oulík (2,5) a Zdeněk Rytíř (3)
| Pořadí | Název                      | Délka |
| ------ | -------------------------- | ----- |
| 1.     | Jako kluci začli jsme hrát | 7:20  |
| 2.     | Mráz                       | 4:50  |
| 3.     | Černá kronika              | 5:10  |
| 4.     | Tak teto, tady je to       | 1:55  |
| 5.     | Marathón                   | 7:40  |
| 6.     | Taky jsem se narodil bos   | 4:15  |
| 7.     | Nech to být                | 3:15  |
| 8.     | Tak jedem dál              | 4:50  |

## Obsazení
- Petr Janda – zpěv, kytara, aranžmá
- Miroslav Berka – klávesové nástroje
- Milan Broum – basová kytara
- Petr Hejduk – bicí, zpěv